# Стеблин-Каменский, Павел Степанович
Па́вел Степа́нович Стеблин-Каменский (1782—1856) — российский журналист.

## Биография
Родился в 1782 году в Золотоношском уезде Полтавской губернии Российской империи, умер в 1856 году.
С 1798 и по 1837 год служил в Полтаве в различных ведомствах; был членом строительной концессии и в качестве такового принимал участие в наблюдении за всеми постройками новых казённых зданий; в их числе оказался и «Памятник Полтавской победы».
Стеблин-Каменский был лучшим другом малороссийского поэта Ивана Котляревского, на могиле которого на свои средства поставил памятник. В своё время пользовался на Украине известностью, как автор многих различных по содержанию и объёму статей, печатавшихся в местных периодических изданиях.

## Семья
Сын Павла Стеблина-Каменского Степан стал писателем и педагогом.